# Settsu
Settsu (jap. 摂津市 Settsu-shi) – miasto w Japonii (prefektura Osaka) położone w aglomeracji Osaki.

## Położenie
Miasto leży w północnej części prefektury Osaka. Graniczy z:
- Osaką
- Suitą
- Takatsuki
- Ibaraki
- Neyagawą
- Moriguchi

## Historia
Miasto otrzymało status miejski szczebla -shi (市) 1 listopada 1966 roku.

## Miasta partnerskie
- Chiny: Bengbu
- Australia: Bundaberg